# Одного разу вночі (фільм, 1959)
Про однойменний фільм див. Одного разу вночі (фільм, 1944)
«Одного разу вночі» — радянський художній фільм 1959 року режисерів Олександра Гінцбурга і Еміра Файка, знятий на Алма-Атинській кіностудії.

## Сюжет
Колона з зерном потрапляє в заметіль в казахському степу. У колоні серед вантажівок слідує легковик з художником Шалтаєм, його дружиною Таною і дитиною. Тана — колишня дружина одного з шоферів колони Кемела, який з іншими сміливцями вирушає пішки в райцентр за допомогою. З ними йде і Шалтай, якого змусила йти Тана, але він прикидається хворим через що шофери змушені повернуться назад. Люди в застряглій колоні ведуть боротьбу зі сніговою стихією, але тільки під ранок їх за допомогою жителів сусідніх аулів знаходять пошуковики. Тана, яка бачила як в цю ніч, повну боротьби з природою і зі своїми слабкостями сміливих і мужніх шоферів, Шалтай виявився лише їх випадковим попутником, розуміє хто він, і повертається до Кемела, якого тільки тепер дізналася і по-справжньому полюбила.

## У ролях
- Кененбай Кожабеков — Кемел Керімбаєв
- Мухтар Бахтигерєєв — Кайрат
- Нурмухан Жантурін — Шалтай Демесінов
- Іван Жеваго — Савельєв
- Анатолій Ігнатьєв — Іван Афонін
- Ідріс Ногайбаєв — шофер
- Гульфайрус Ісмаїлова — Тана
- Олексій Добронравов — Сергій Іванович
- Капан Бадиров — Абіль Жаканов
- Калибек Куанишбаєв — дід Жарас
- Олександр Хвиля — Гуляєнко
- Шахан Мусін — Баукенов
- Валентин Брилєєв — Коптєв
- Всеволод Тягушев — Андрєєв
- Валентина Харламова — Ольга

## Знімальна група
- Режисери — Олександр Гінцбург, Емір Файк
- Сценарист — Олександр Гінцбург
- Оператор — Іскандер Тинишпаєв
- Композитор — Євген Брусиловський